# Lijst van vlaggen van Georgië
Dit is een lijst van vlaggen van Georgië.

## Nationale vlag (perFIAV-codering)

verticale vlag

|          | Civiele vlag | Staatsvlag | Oorlogsvlag |
| -------- | ------------ | ---------- | ----------- |
| Te land  | · ?          | · ?        | · ?         |
| Te water | · ?          | · ?        | · ?         |

## Vlaggen van staatshoofd
In juli 2020 werd een nieuwe presidentiële vlag aangenomen. De standaard grijpt terug op de vlag van de regeringsvoorzitter (premier) van de Democratische Republiek Georgië (1918-1921) en kwam tot stand nadat in 2019 een nieuwe wet omtrent de nationale heraldiek inging voor een uniform heraldisch beleid. Volgens de Staatsraad voor Heraldiek is dit de eerste presidentiële standaard van Georgië die de goedkeuring kreeg van de heraldische autoriteit.
| Vlag                                                                  | Periode      | Functie                                                               | Beschrijving |
| --------------------------------------------------------------------- | ------------ | --------------------------------------------------------------------- | --- |
| Vlag van de Georgische president                                      | 2020 – heden | Vlag van de Georgische president                                      | Een witte vierkante vlag met een rood kader met rondom een smalle geeloranje baan en aan de binnenzijde een rode gekartelde rand |
| Voormalige vlag van de Georgische president                           | 2004 – 2020  | Voormalige vlag van de Georgische president                           | |
| Voormalige vlag van de premier van de Democratische Republiek Georgië | 1918 – 1921  | Voormalige vlag van de premier van de Democratische Republiek Georgië | |

## Regionale vlaggen
De Georgische (voormalig) autonome gebieden hebben een eigen vlag. De regio's hebben geen eigen vlag.
| Vlag | Periode      | Functie | Beschrijving               |
| --- | ------------ | --- | -------------------------- |
| Vlag van de door Georgië erkende autonome republiek Abchazië                                                             | 2013 – heden | Vlag van de door Georgië erkende autonome republiek Abchazië                                                             | Zie Vlag van Abchazië.     |
| Vlag van de afscheidingsrepubliek Abchazië                                                                               | 1992 – heden | Vlag van de afscheidingsrepubliek Abchazië                                                                               | Zie Vlag van Abchazië.     |
| Vlag van de autonome republiek Adzjarië                                                                                  | 2004 – heden | Vlag van de autonome republiek Adzjarië                                                                                  | Zie Vlag van Adzjarië.     |
| Vlag van de afscheidingsrepubliek Zuid-Ossetië en de door Georgië erkende Provisionele Territoriale Eenheid Zuid-Ossetië | 1990 - heden | Vlag van de afscheidingsrepubliek Zuid-Ossetië en de door Georgië erkende Provisionele Territoriale Eenheid Zuid-Ossetië | Zie Vlag van Zuid-Ossetië. |

## Militaire vlaggen
De oorlogsvlaggen zijn reeds in de eerste tabel vermeld.
| Vlag                                               | Periode      | Functie                                            | Beschrijving                                         |
| -------------------------------------------------- | ------------ | -------------------------------------------------- | ---------------------------------------------------- |
| Vlag van de stafchef van de Georgische krijgsmacht | 2004 – heden | Vlag van de stafchef van de Georgische krijgsmacht |                                                      |
| Vlag van de Georgische minister van Defensie       | 2004 – heden | Vlag van de Georgische minister van Defensie       |                                                      |
| Vlag van de Georgische landmacht                   | 2004 - heden | Vlag van de Georgische landmacht                   |                                                      |
| Vlag van de Nationale Garde van Georgië            | 2018 – heden | Vlag van de Nationale Garde van Georgië            |                                                      |
| Vlag van de Georgische luchtmacht                  | 2019 – heden | Vlag van de Georgische luchtmacht                  |                                                      |
| Vlag van de Georgische kustwacht                   | 2009 - heden | Vlag van de Georgische kustwacht                   | In 2009 werd de marine samengevoegd met de kustwacht |

### Voormalige militaire vlaggen
| Vlag                                                     | Periode     | Functie                                                  | Beschrijving |
| -------------------------------------------------------- | ----------- | -------------------------------------------------------- | ------------ |
| Voormalige vlag van de Nationale Garde                   | 2004 – 2018 | Voormalige vlag van de Nationale Garde                   |              |
| Voormalige vlag van de Georgische luchtmacht             | 2004 – 2010 | Voormalige vlag van de Georgische luchtmacht             |              |
| Voormalige vlag van de Georgische marine                 | 2004 - 2009 | Voormalige vlag van de Georgische marine                 |              |
| Voormalige vlag van de Georgische marine                 | 1997 – 2004 | Voormalige vlag van de Georgische marine                 |              |
| Voormalige vlag van de stafchef van de Georgische marine | 1997 – 2004 | Voormalige vlag van de stafchef van de Georgische marine |              |

## Grenspolitie
| Vlag                                                                   | Periode      | Functie                                                                | Beschrijving |
| ---------------------------------------------------------------------- | ------------ | ---------------------------------------------------------------------- | ------------ |
| Vlag van de Georgische grenspolitie                                    | 1997 – heden | Vlag van de Georgische grenspolitie                                    |              |
| Vlag van de speciale luchtmacht van de Georgische grenspolitie         | 1997 – heden | Vlag van de speciale luchtmacht van de Georgische grenspolitie         |              |
| Vlag van het snelle reactie directoraat van de Georgische grenspolitie | 1997 - heden | Vlag van het snelle reactie directoraat van de Georgische grenspolitie |              |

## Inlichtingendienst
| Vlag                                      | Periode      | Functie                                   | Beschrijving |
| ----------------------------------------- | ------------ | ----------------------------------------- | ------------ |
| Vlag van de Georgische inlichtingendienst | 2004 – heden | Vlag van de Georgische inlichtingendienst |              |

## Gemeentevlaggen

Lantsjchoeti
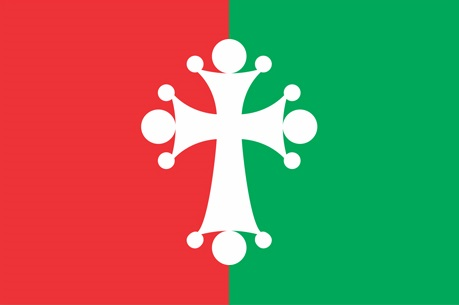
Ozoergeti
Tsjochataoeri

Baghdati
Charagaoeli
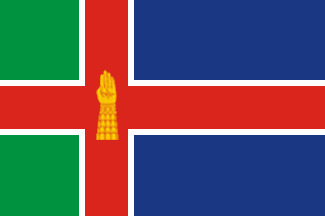
Choni
Koetaisi
Samtredia
Satsjchere
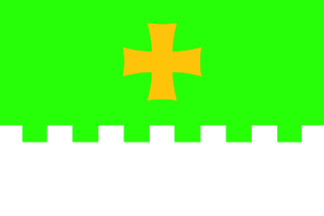
Terdzjola
Tkiboeli
Tsjiatoera
Tskaltoebo
Vani
Zestafoni

Achmeta
Dedoplistskaro
Goerdzjaani
Kvareli
Lagodechi
Sagaredzjo
Sighnaghi
Telavi

Ambrolaoeri
Lentechi
Oni
Tsageri

Achalkalaki
Achaltsiche
Adigeni
Aspindza
Bordzjomi
Ninotsminda

De vlaggen van gemeenten van Georgië gesorteerd per regio.
Hoofdstad Tbilisi

Tbilisi (Details)

Adzjarië

Batoemi
Chelvatsjaoeri
Choelo
Keda
Koboeleti
Sjoeachevi

Goeria
- Lantsjchoeti
- Ozoergeti
- Tsjochataoeri

Imereti
- Baghdati
- Charagaoeli
- Choni
- Koetaisi
- Samtredia
- Satsjchere
- Terdzjola
- Tkiboeli
- Tsjiatoera
- Tskaltoebo
- Vani
- Zestafoni

Kacheti
- Achmeta
- Dedoplistskaro
- Goerdzjaani
- Kvareli
- Lagodechi
- Sagaredzjo
- Sighnaghi
- Telavi

Kvemo Kartli

Bolnisi
Dmanisi
Gardabani
Marneoeli
Roestavi
Tetritskaro
Tsalka

Mtscheta-Mtianeti

In cursief buiten Georgisch gezag in Zuid-Ossetië

Achalgori
Doesjeti
Kazbegi
Mtscheta
Tianeti

Ratsja-Letsjchoemi en Kvemo Svaneti
- Ambrolaoeri
- Lentechi
- Oni
- Tsageri

Samtsche-Dzjavacheti
- Achalkalaki
- Achaltsiche
- Adigeni
- Aspindza
- Bordzjomi
- Ninotsminda

Samegrelo-Zemo Svaneti

Abasja
Chobi
Martvili
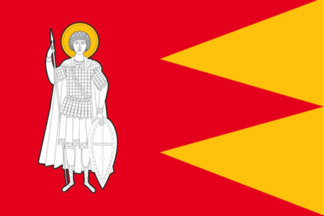
Mestia
Poti
Senaki
Tsalendzjicha
Tsjchorotskoe
Zoegdidi

Sjida Kartli

In cursief bestuurlijke eenheden buiten Georgisch gezag in Zuid-Ossetië

Chasjoeri
Gori
Kareli
Kaspi
Dzjava
Eredvi
Koerta
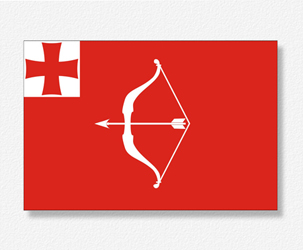
Tigva

Abchazië

Buiten Georgisch gezag.

Azjara
Gagra
Gali
Goedaoeta
Goelripsji
Otsjamtsjire
Soechoemi
Soechoemi (stad)